# Karácsony (film)
A Karácsony (eredeti cím: Noel) 2004-ben bemutatott amerikai karácsonyi filmdráma, amelyet David Hubbard forgatókönyvéből Chazz Palminteri rendezett. A főbb szerepekben Penélope Cruz, Susan Sarandon, Paul Walker, Alan Arkin, Daniel Sunjata és Robin Williams látható.
A kanadai Québecben (Montréal) forgatták. Az Amerikai Egyesült Államokban 2004. szeptember 12-én mutatták be a mozikban.

## Cselekmény
Karácsony, Manhattan. Rose Collins, a magányos, elvált szerkesztőnő küszködik Alzheimer-kórban szenvedő édesanyja ápolásával. Rose öngyilkosságra készül a folyóparton, de az egykori pap, Charlie Boyd megmenti életét és ezután együtt töltik az éjszakát a nő lakásán. Charlie elmagyarázza neki, hogy elveszítette hitét Istenben. Másnap azonban azt állítja, Rose anyja egy telepatikus úton folytatott beszélgetéssel visszaadta neki az istenhitet és az idős nő azt szeretné, ha Rose továbblépne. Rose dühösen elküldi Charlie-t a lakásából. 
Nina Vasquez szakítani akar barátjával, Mike-kal, mert az betegesen féltékeny. Amikor a homofób Mike rátámad a lány egy meleg barátjára, Nina elhagyja őt. Nina a családjához utazik karácsonyra, itt találkozik Rose-zal, aki titokban belopódzott a szülők házába. Rose megosztja vele élettörténetét, majd a két nő a közeli bárba megy.
Artie Venizelos idősödő pincér, minden karácsonykor elhuny feleségét keresi. Zaklatni kezdi Mike-ot, mert azt hiszi, ő a felesége reinkarnációja. Artie összeesik és kórházba kerül, Mike megtudja egy munkástársától, hogy Artie korábban féltékeny dühében emberölést követett el. Felesége emiatt szándékosan autóbalesetet okozva lett öngyilkos. Mike úgy érzi, ez egy jel arra, hogy le kell küzdenie beteges féltékenységét.
Jules Calvert depressziós fiatal férfi, egyetlen boldog emléke egy kórházban töltött karácsony tizenéves korából. Hogy újraélhesse az élményt, egy Arizona nevű bűnözővel eltöreti a kezét, de rá kell jönnie: a múltat nem lehet feleleveníteni. Rose-nak bűntudata támad, amiért rosszul bánt Charlie-val, visszatér a kórházba és itt kómában találja a férfit, édesanyja mellett. A folyóparton Rose úgy dönt, ismét élvezni fogja az életet és megszervez egy randevút az egyik doktorral.

## Szereplők
| Színész          | Szerep               | Magyar hang      |
| ---------------- | -------------------- | ---------------- |
| Susan Sarandon   | Rose Collins         | Kovács Nóra      |
| Penélope Cruz    | Nina Vasquez         | Horváth Lili     |
| Paul Walker      | Michael "Mike" Riley | Csőre Gábor      |
| Alan Arkin       | Artie Venizelos      | Kristóf Tibor    |
| Marcus Thomas    | Jules Calvert        | Gáspár András    |
| Chazz Palminteri | Arizona              | Berzsenyi Zoltán |
| Robin Williams   | Charles Boyd / A pap | Mikó István      |
| Sonny Marinelli  | Dennis               | Galbenisz Tomasz |
| Daniel Sunjata   | Marco                | Csankó Zoltán    |
| Rob Daly         | Paul                 | Dolmány Attila   |
| John Doman       | Dr. Baron            | Barbinek Péter   |
| Carmen Ejogo     | Dr. Batiste          | Árkosi Kati      |

## Fordítás
- Ez a szócikk részben vagy egészben  a   Noel (film) című angol Wikipédia-szócikk fordításán alapul.  Az eredeti cikk szerkesztőit annak laptörténete sorolja fel. Ez a jelzés csupán a megfogalmazás eredetét és a szerzői jogokat jelzi, nem szolgál a cikkben szereplő információk forrásmegjelöléseként.